# Mursko Središće
Mursko Središće è una città della Croazia di 6 548 abitanti situata nella parte settentrionale dello stato nella Regione del Međimurje. Si trova lungo le sponde del fiume Mura, il confine naturale tra Croazia e Slovenia, a soli 3 km dall'Ungheria.
Qui nacque il calciatore Srećko Bogdan.